# Lok Agnesi

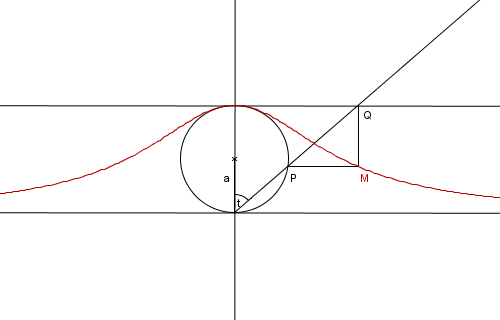
Lok Agnesi

Lok Agnesi, czarownica Agnesi, wersjera – krzywa płaska definiowana na różne sposoby, m.in. przez konstrukcję:
1. Wykreśl okrąg o środku w punkcie {\displaystyle (0,a)} i o promieniu {\displaystyle a>0.}
2. Z początku układu współrzędnych poprowadź prostą przecinającą w punkcie {\displaystyle P} ten okrąg.
3. Znajdź punkt przecięcia {\displaystyle Q} tej prostej z prostą o równaniu {\displaystyle y=2a.}
4. Znajdź punkt przecięcia prostej pionowej przechodzącej przez {\displaystyle Q} i prostej poziomej przechodzącej przez {\displaystyle P.}
5. Otrzymany punkt {\displaystyle M} leży na krzywej zwanej czarownicą.

Niech t oznacza kąt pomiędzy osią pionową i prostą przechodzącą przez punkty {\displaystyle (0,0),} {\displaystyle P} i {\displaystyle Q;} gdzie {\displaystyle a>0} to promień okręgu.

## Wzory
Krzywą możemy opisać równaniem
{\displaystyle y={\frac {8a^{3}}{4a^{2}+x^{2}}}} dla {\displaystyle x\in \mathbb {R} }
lub parametrycznie
{\displaystyle \alpha (t)=(2a\cdot \operatorname {tg} t,2a\cdot \cos ^{2}t).}
Wykres ma asymptotę o równaniu
{\displaystyle y=0,}
maksimum w punkcie:
{\displaystyle (0,2a),}
promień krzywizny w tym punkcie wynosi
{\displaystyle r={\frac {a}{2}}.}
Pole powierzchni ograniczonej wykresem i asymptotą krzywej jest równe
{\displaystyle S=4\pi \cdot a^{2}.}
Lok Agnesi jest szczególnym przypadkiem krzywej Breita-Wignera, opisywanej równaniem
{\displaystyle y={\frac {a}{b^{2}+(x-c)^{2}}}} dla {\displaystyle a>0.}

## Nazwy
Krzywą tę badał Guido Grandi, nazywając ją po włosku versorio – „mający możliwość ruchu w dowolnym kierunku”. Nazwa czarownica Agnesi może być skutkiem błędnego tłumaczenia – w połowie XVIII wieku Maria Agnesi błędnie myślała, że Grandi używał włoskiego słowa versiera, oznaczającego „żona diabła” lub „czarownica”.